# Szepietowo
Szepietowo is een dorp in het Poolse woiwodschap Podlachië, in het district Wysokomazowiecki. De plaats maakt deel uit van de gemeente Szepietowo en telt 2371 inwoners.

## Verkeer en vervoer
- Station Szepietowo

De plaats ligt aan een belangrijke spoorwegverbinding.